# Déféminisation
La déféminisation consisterait en un processus biologique au cours duquel les neurones des mammifères se restructureraient sous l'effet de l'estradiol pour favoriser une organisation cérébrale masculine conduisant à la différenciation des comportements sexuels, selon une théorie qui n’a pas été confirmée pour les êtres humains. 

## Théorie
On pensait à l’origine à un simple effet des androgènes, spécialement la testostérone ; toutefois, après qu’on eut découvert en 1963 que l'administration d'estradiol pendant la phase périnatale avait les mêmes effets (déféminisation) que l'administration de testostérone, on a proposé de nouvelles façons d’aborder l'explication de ce processus. 
On a découvert peu après que la testostérone peut se transformer en estradiol (hormone considérée par excellence comme féminine) selon un processus appelé aromatisation. Manifestement, l’aromatisation se produit de façon centrale à travers la barrière hémato-encéphalique. La cause en est l'enzyme 5-alfa-aromatase. Selon cette explication, la testostérone traverserait cette barrière pour être transformée en estradiol au niveau central, étant en dernier ressort ce qui provoquerait la déféminisation. 
Mais s’il en est ainsi, pourquoi les femmes ne se déféminiseraient pas dans la mesure où ce sont elles qui possèdent cette hormone en plus grande quantité ? La réponse se trouverait dans une glycoprotéine périphérique appelée alpha-fœtoprotéine. Cette glycoprotéine est donnée dans l'étape périnatale jusqu'au quinzième jour à peu près et a comme fonction principale de bloquer l'estradiol ou de le rendre inutilisable quand celui-ci se trouve dans un plasma, de sorte que cela lui soit impossible de s'approcher même de la barrière hémato-encéphalique et plus encore du cerveau.